# Иоффе, Дмитрий Викторович
Дмитрий Викторович Иоффе — общественный деятель, экологический активист, создатель и руководитель экологического волонтёского проекта «Чистые Игры».

## Биография
В 1999 году поступил в Балтийский Технический Университет им. Д. Ф. Устинова «ВоенМех», закончил в 2006 по специальности «Лазерные системы».
До создания проекта «Чистые Игры» занимался интернет-маркетингом, стартапами, венчурными инвестициями. В 2012 году стал управляющим венчурного фонда Orange Venture Capital. В 2013 году стал основателем и руководителем IT-проекта «Расписание вузов» (позднее — Studify).

### Общественная деятельность
В 2014 году основал экологический волонтерский проект «Чистые Игры» в Санкт-Петербурге и Ленинградской Области. В 2015 году начал распространять деятельность проекта на другие регионы. В 2016 году прошёл обучение в Университете Общественной палаты Российской Федерации по курсу «Становление лидеров общественного мнения». В 2017 году получил поддержку как лидер социального проекта в Агентстве стратегических инициатив, в 2018 году вывел проект «Чистые Игры» на международный уровень, мероприятия проекта прошли в Индии, Украине, Нигерии, Вьетнаме и Японии, на 2024 год они прошли в 37 странах мира, включая США, Китай и другие страны.
С 2018 года вошёл в Общественный совет при Комитете по природопользованию, охраны окружающей среды и экологической безопасности Санкт-Петербурга, с 2019 года вошёл в Координационный совет по развитию добровольчества при Общественной палате Российской Федерации. В декабре 2018 года выступил на Госсовете по развитию добровольчества и развитию некоммерческих организаций.
В 2020 основал совместно с общественной организацией автомобилистов «СПБ.АВТО» проект «Подвези врача» — во время пандемии коронавируса автоволонтеры развозили врачей на вызовы. Проект получил благодарность губернатора Александра Беглова, а Дмитрий Иоффе с этим проектом занял 2 место в номинации «Помощь людям» международной премии #МЫВМЕСТЕ.
Дмитрий Иоффе также является одним из инициаторов и председателем российского Союза Эковолонтерских Организаций.

### Международная деятельность
В 2021 проект Чистые Игры стал одним из пяти финалистов в категории «Молодежь» премии Energy Globe, будучи отобранным из сотен проектов со всего мира. Награждение прошло в рамках конференции ООН по Изменениям Климата (COP26).
Дмитрий был членом российской делегации на Всемирной конференции по волонтерству IAVE в Германии. В 2019 году проект был отобран и представлен на II Парижском форуме Мира. В январе 2020 проект Чистые Игры был презентован на одной из сессий Русского Дома в Давосе, в рамках Всемирного экономического форума.

### Награды
В 2018 году Дмитрий Иоффе стал лучшим эковолонтером страны (I место в номинации «Вокруг меня», старше 18 лет в конкурсе «Доброволец России 2018»). В 2019 стал лауреатом ТОП-50 лучших людей Санкт-Петербурга по версии журнала Собака.ру. В 2019 году получил знак за Развитие добровольчества по экологии от губернатора Санкт-Петербурга. В 2021 году получил нагрудный знак «За заслуги перед Петродворцовым районом».
Дмитрий Иоффе стал лауреатом Премии «Импульс добра – 2021» фонда «Наше будущее» в номинации «За личный вклад в развитие социального предпринимательства».
В 2022 году Дмитрий Иоффе стал лауреатом международной Премии «ТОП-100 предпринимателей БРИКС» в номинации ECOLOGY.
В 2023 году Дмитрий Иоффе стал победителем национальной премии «ХЕДЛАЙНЕРЫ ESG-ПРИНЦИПОВ 2023» в номинации "Хедлайнер в области ESG-коммуникаций".